# Buddy Clark (contrebassiste)
Pour les articles homonymes, voir Buddy Clark.
Buddy Clark, de son vrai nom Walter Clark jr., né le 10 juillet 1929 à Kenosha dans le Wisconsin et mort le 8 juin 1999, est un contrebassiste de jazz américain. C'est un représentant du Jazz West Coast.

## Biographie
Buddy Clark apprend la musique avec le piano et le trombone. Il étudie la musique à Chicago. À la fin des années 1940, il commence à jouer dans les groupes de Bill Russo, Tex Beneke ou Les Brown. Dans les années 1950, installé à Los Angeles, Buddy Clark participe à des sessions d'enregistrements de jazz West Coast aux côtés de Pete Jolly, Bill Perkins, Art Pepper, Med Flory, Dave Pell.
Au début des années 1970, il est à l'origine, avec Med Flory, du groupe Supersax qui enregistre des solos de Charlie Parker arrangés pour cinq saxophones et section rythmique. À partir de 1975, il travaille essentiellement comme musicien de studio.

## Discographie partielle

### Comme sideman
- 1955 : Pete Jolly : Duo, Trio, Quartet, RCA Records NL-45991
- 1955 : Pete Jolly : The Five, RCA Records LPM-1121
- 1956 : Marty Paich : The Marty Paich Quartet Featuring  Art Pepper, Tampa Records
- 1957 : Jack Montrose Quintet : Blues and Vanilla, RCA Records LPM-1451
- 1957 : Herbie Mann & Buddy Collette : Flute Fraternity, Mode Records MOD-LP #114
- 1958 :  Shorty Rogers and His Giants : Gigi in Jazz, RCA Records LPM-1696
- 1959 : Jack Sheldon : Jack's Groove, GNP Records GNP 60
- 1959 : Lee Konitz, Jimmy Giuffre : Lee Konitz Meets Jimmy Giuffre, Verve Records MGV 8335
- 1959 : Gerry Mulligan Meets Johnny Hodges, Verve Records MGV 8367

## Sources
- Courte biographie sur le site Allmusic.com